# Jean-Philippe Vulliet
Jean-Philippe Vulliet (1959) è un ex sciatore alpino e allenatore di sci alpino francese.

## Biografia
Vulliet, specialista delle prove veloci, ai Mondiali di Schladming 1982 non completò la combinata e ai Campionati francesi vinse il titolo nazionale nella discesa libera nel 1983; non prese parte a rassegne olimpiche né ottenne piazzamenti in Coppa del Mondo. Dopo il ritiro divenne allenatore nei quadri della Federazione sciistica della Francia, ricoprendo l'incarico di responsabile della squadra femminile della nazionale francese, e in seguito, dalla stagione 2013-2014 alla stagione 2021-2022, è stato direttore di gara delle prove veloci femminili di sci alpino per la FIS, succedendo a Jan Tischhauser.

## Palmarès

### Campionati francesi
- 2 ori (combinata nel 1978; discesa libera nel 1983)[senza fonte]